# (2974) Holden
(2974) Holden (1955 QK) est un astéroïde de la ceinture principale, découvert le 23 août 1955 à l'observatoire Goethe Link près de Brooklyn, dans l'Indiana. Il a une magnitude absolue de 13,9.